# Melaya (Melaya)
Melaya is een bestuurslaag in het regentschap Jembrana van de provincie Bali, Indonesië. Melaya telt 10.520 inwoners (volkstelling 2010).